# 古文炳
古文炳（？—？），字仲毨，廣東廣州府番禺縣人，民籍，明朝政治人物。

## 生平
嘉靖二十二年（1543年）癸卯科廣東鄉試第六十四名舉人，嘉靖三十二年（1553年）癸丑科進士。历绍兴府会稽县知县，官刑部主事，隆慶三年（1569年）任廣西南寧府知府。

## 家族
曾祖古仕賢；祖父古鍾義；父古瑛。母李氏。